# فانيسا بيل
فانيسا بيل (بالإنجليزية: Vanessa Bell) ( 1961 - 1879 ) رسامة بريطانية ومصممة داخلية، وهي شقيقة الكاتبة فرجينيا وولف.

## حياتها

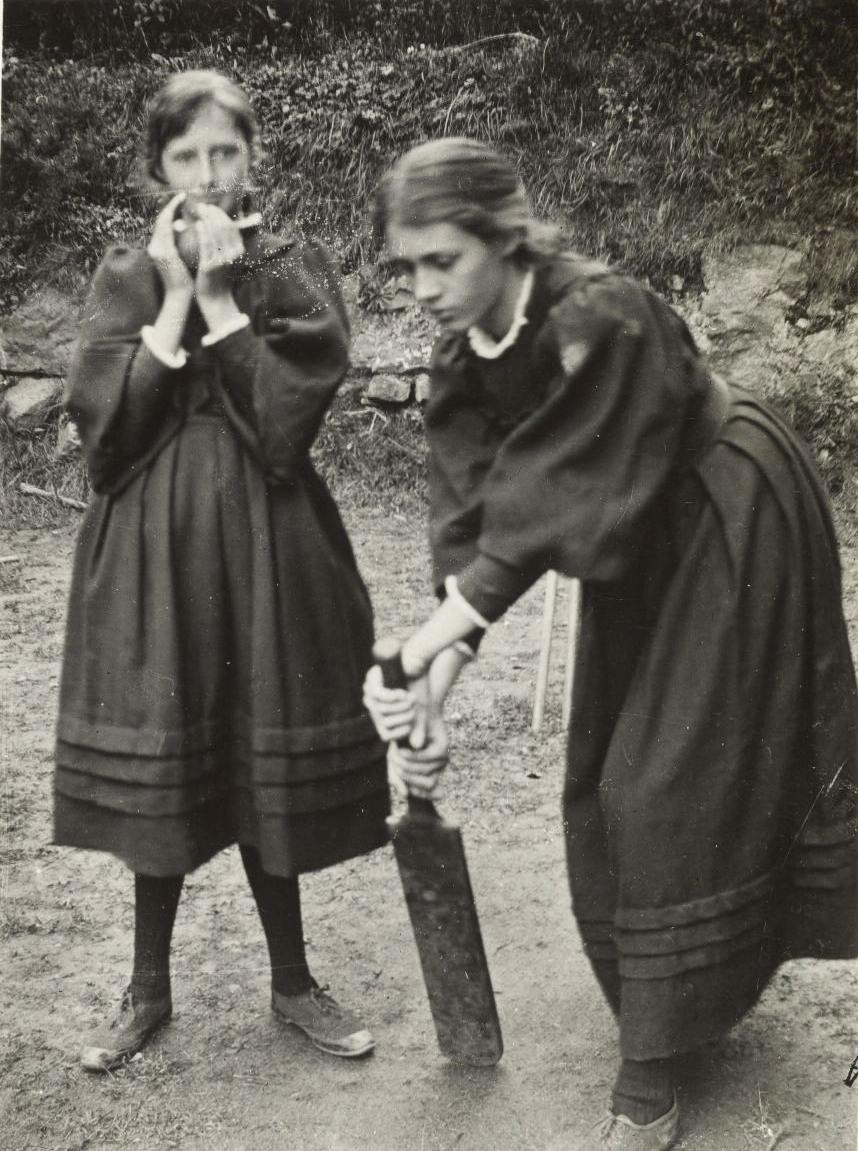
فيرجينيا وولف وفانيسا بيل تلعبان لعبة الكريكيت في تالاند هاوس

ولدت فانيسا بيل عام 1879 للكاتب الفكتوري السير ليسلي ستيفن وزجته جوليا دكورث، كانت الأخت الكبرى لأربعة أبناء ثوبي أدريان وفرجينا, كانت تنتمي لعائله مثقفة تهتم بتطوير مواهب أبنائها دفعتها لتعلم الرسم. بعد وفاة والدة فانيسا عام 1895 وباعتبارها الابنة الكبرى وقعت عليها اعباء إدارة المنزل فكان عليها أن توازن بينها وبين تطوير موهبة الرسم إلا أنها تحررت من هذا العبأ في عام 1904 بعد وفاة والدها فباعوا منزل العائلة وبدأت حياتها من جديد بالانتقال هي وأخوتها إلى البلوزمبري. في عام 1905 عاشت ثلاثية الحب حين طلب منها الشاعر والناقد الفني كليف بيل صديق أخوها توبي أن يتزوجها إلا أنها رفضت ثم تقدم لها مرة أخرى بعد سنة فرفضت مجددا إلا أن وفاة أخوها توبي سنة 1907 المفاجأة بسبب حمى التيفؤيد جعلت تغير رأيها فتزوجته وأنجبت منه جوليان وكونتين, مرت بعلاقة حب مع الرسام والناقد الفني روجر فري, بعد ذلك وقعت في حب دونكان جرانت وانجبت منه انجليكليا بالرغم من أنها ما زالت متزوجة من كليف بيل  وقد أدعوا أن الوالد هو زوجها حتى بلغت الابنة تسعة عشر عاما. فترة الثلاثينات كانت فترة الأحزان لفانيسا، ففي خريف سنة 1934 توفي صديقها المقرب روجر فري، وفي سنة 1937 قُتل ابنها جوليان في الحرب الأهلية الأسبانية الذي كان حينها يخدم كسائق لسيارة الأسعاف، لحقها انتحار شقيقتها فرجينيا سنة 1941, والجفاء من ابنتها انجليكا بعد زواجها من حبيب صديقها دونكان جرانت الذي كان مثليا جنسيا 1942.

## مسيرتها الفنية
بدأت فانيسا بتلقي دروس في الرسم ثم قبلت في مدارس الأكاديمية الملكية عام 1899. في الأكاديمية كانت معجبة جدا بأعمال جون سنغر سارغنت وتأثرت بالفنان جيمس ويستلر وقد أشارت لذلك في رسائلها لصديقتها مارجري سنودون. كانت أول أعمالها التجارية رسم السيدة روبرت سيسيل وكانت أيضا أول أعمالها التي عرضتها، وكان أول عرض لها في المعرض الجديد في لندن عام 1905. كانت بداية حياتها الفنية محبطة وغير مشجعة فقد باعت لوحات معدودة بعد عرضها عدد من أعمالها في نادي الفن البريطاني الحديث. لكنها وصلت لأفضل مستوياتها الفنية بعد أن أقام روجر فري معرض ما بعد الانطباعية عام 1910 الذي تأثرت به كثيرا وتأثرت بعدد من الرسامين الفرنسين مثل بول سيزن وماتيس. وفي أثناء الحرب العالمية الأولى في الوقت الذي خرج فيه معظم الرجال للحرب بدأت الرسامات يكتسبن الشهرة وكانت منهم فانيسا التي اشتهرت بالألوان المشرقة الحرة وميلها لاظهار الأشكل الهندسية للأشياء  كما في لوحة Interior With a Table التي بدت فيها الأشياء ككتل سميكة بألوان مشرقة وقد شبهها الناقد الفني ويتني شادويك بالأعمال المبكرة لكاندينسكي ومندريان لكن حس فانيسا كان أكثر دفئأ. كانت معظم الأوقات ترسم مع جرانت وقد رسما عدد من اللوحات تحتوي على نفس المواضيع مثل The tube وStill Life on a Mantelpiece. كانت فانيسا ترسم الصور التوضيحية وأغلفة كتب شقيقتها فرجينيا منها على سبيل المثال غلاف كتاب The Common Reader
.

## من أهم لوحاتها

### لوحة زهور الخشخاش
في العام 1940 تعرض معرض الرسامة لانفجار دمر معظم اللوحات التي رسمتها في بداية مسيرتها الفنية قبل أن تتأثر بالحركة الانطباعية ومن اللوحات القلائل المتبقية كانت لوحة زهور الخشخاش (بالإنجليزية: Iceland Poppies) لذا اكتسبت هذا الشهرة من بين لوحاتها المتبقية بالإضافة أنها كانت من أفضل الأعمال التي رسمتها في بداية مسيرتها الفنية. كانت فينيسا تقدر هذه اللوحة واحتفظت بها وأهدتها في نهاية حياتها إلى حفيدتها، علقت هذه اللوحة في تشارلستون في غرفة الحديقة بجانب أفضل الأعمال التي جمعتها مجموعة بلومزبري لكبار الرسامين أمثال فلامينك، هنري ماتيس، بابلو بيكاسو دلالة على أهمية هذه اللوحة بالذات. تبدوا المواد المجمعة في هذه اللوحة قد اختيرت بعناية تامة جرة فرنسية من القرن الثامن عشر احضرتها من منزلها القديم في الهايد بارك التي تعرض الآن في معرض الشارلستون، قارورة سم صغيرة خضراء، زهرة الخشخاش التي استقدمت إلى إنجلترا في وسط القرن الثامن عشر، بالرغم أنه لاتوجد علاقة بين المورفين أو الإفيون وزهرة الخشخاش، إلا أن العلاقة بينهم هو النوم التي تذكر بالإسطور الرومانية سومنوس إله النوم الذي قلد بتاج من زهرة الخشخاش صنعه سيريز إله الحصاد والخصوبة له بعد فقدان ابنته بيرسيفون. حتى لو لم تكن بيل تقصد بهذا الرموز القصة اليونانية إلا أنها خلقت جوا رمزيا في اللوحة تتعدد الأراء لتفسيره.

شاطيء ستودلاند 1912 Stutland Beach

### لوحة شاطيء ستوتلاند
هذه اللوحة (بالإنجليزية: Stutland Beach) تظهر مدى تأثير معرض ما بعد الانطباعية الذي أقامه روجر فري على فن فانيسا بيل مقارنة بلوحة زهور الخشخاش تعتبر اللوحة تجريدية ثنائية الأبعاد تفتقد للتفاصيل واعتمدت على اظهار أشكال الأشياء وعلى الرغم من اللوحة تسمى شاطيء ستوتلاند إلا أن الناظر يكاد لايرى أي شاطيء. اللوحة يلفها بعض الغموض بابتعاد شخصيات اللوحة عن الناظر فالمشاهد يلتفت سريعا إليها محاولا فهم ماذا يحدث. الشخصية التي تجلس بعيدا عن المجموعة قرب الخيمة، القبعة, الملابس الداكنة، شعر المرأة الغير مربوط التي تقف قرب البحر كل هذه الأمور ساهمت في اضفاء الغموض.

## أعمالها
- لوحة Iceland Poppies عام 1909
- لوحة Gordon Square عام 1909-10
- لوحة Stutland Beach عام 1912
- لوحة Lytton Strachey عام 1912
- لوحة Virginia Woolf a Asheham عام 1912
- لوحة Portrait of Roger Fry عام 1912
- لوحة Frederick and Jessie Etchells painting عام 1912
- لوحة Portrait of a Model عام 1913
- لوحة Street Corner Conversationc عام 1913
- لوحة Bathers in a Landscape gouache screen عام 1913-14
- لوحة Still Life on a Mantelpiece عام 1914
- لوحة Abstract Painting, circa عام 1914
- لوحة Oranges and Lemons عام 1914
- لوحة David Garnett painted عام 1915
- لوحة Mrs St John Hutchinson عام 1915
- لوحة Portrait of Duncan Grant Paintingc عام 1915
- لوحة Portrait of Iris Tree عام 1915
- لوحة Natura morta عام 1916
- لوحة The Tub عام 1917
- لوحة Chrysanthemums عام 1920
- لوحة Interior with a Table عام 1921
- غلاف كتاب Monday or Tuesday لفرجينيا وولف عام 1921
- غلاف كتاب Jacob's Room لفرجينيا وولف عام 1922
- رسمة Stage Set Design على ورق عام 1925
- غلاف كتاب The Legend of Monte Della Sibilla لكليف بيل مع دونكان جرانت عام 1923
- غلاف كتاب Henry James at Work لثيودر بوسانكويت عام 1924
- غلاف كتاب Mrs. Dalloway لفرجينيا وولف عام 1925
- غلاف كتاب The common reader لفرجينيا وولف عام 1925
- غلاف كتاب To the Lighthouse لفرجينيا وولف عام 1927
- غلاف كتاب A Room of One's Own لفرجينيا وولف عام 1929
- غلاف كتاب Foreigner in the Family لويلفريد بونسون عام 1929
- غلاف كتاب On Being Ill لفرجينيا وولف عام 1930
- غلاف كتاب The Waves لفرجينيا وولف عام 1931
- لوحة Pheasants عام 1931
- غلاف كتاب Change Your Sky لآنا وايت عام 1935
- غلاف كتاب The Years لفرجينيا وولف عام 1937
- غلاف كتاب The Years لفرجينيا وولف (نسخة جديدة) عام 1937
- غلاف كتاب Three Guineas عام 1938
- سكيتش بقلم رصاص Portrait of Leonard Woolf عام 1940
- لوحة A portrait painting of Leonard Woolf عام 1940
- غلاف كتاب Between the Acts لفرجينيا وولف عام 1941
- لوحة Berwick Chapel Murals عام 1942
- لوحة The Memoir Club عام 1943
- غلاف كتاب The Haunted House لفرجينيا وولف عام 1943
- غلاف كتاب The Moment and Other Essays لفرجينيا وولف عام 1947
- لوحة Canal Scene, Venice عام 1948
- غلاف كتاب The Captain's Death Bed and Other Essays لفرجينيا وولف عام 1950
- لوحة Gondolas in Venice عام 1950
- لوحة Amaryllis في الخمسينات
- لوحة The Conversation العام غير معروف
- كتاب Sketches in Pen and Ink
- كتاب Sketches in Pen and Ink : A Bloomsbury Notebook
- الرسم على جدار الكنيسة الأبريشية لبرويك

## وصلات خارجية
- فانيسا بيل على موقع الموسوعة البريطانية (الإنجليزية)

- معرض لبعض أعمالها
- جزء من وثائقي يتحدث عن مجموعة البلوزمي على يوتيوب
- معرض آخر لأعمالها
- صور نسخ حديث لأغلفة كتب بتصميم فانيسا
- الرسومات على جدران الكنيسة